# Elektrisches Bauelement
Als elektrisches Bauelement wird in der Elektrotechnik ein wesentlicher Bestandteil einer elektrischen Schaltung bezeichnet, der physisch nicht weiter unterteilt werden kann, ohne seine Funktion zu verlieren. Der Begriff steht für
- einen Träger einer physikalischen oder elektronisch realisierbaren Eigenschaft, auch in der Form eines idealisierten Bauelementes,
- ein reales (diskretes) Bauelement.

Das elektrische Bauelement kann aus Bauteilen zusammengesetzt sein,
Beispiel: Spulenkörper + Draht + Kern = Spule, mit der elektrischen Eigenschaft Induktivität.
Wichtige elektrische Bauelemente sind Spannungsquelle, Widerstand, Kondensator, Spule, Diode, Transistor und integrierte Schaltung.
Grundlegende Arten von Bauelementen werden in Schaltplänen durch genormte Schaltzeichen symbolisiert.
Im allgemeinen Sprachgebrauch, insbesondere im industriellen Bereich, werden reale (diskrete sowie integrierte) elektrische Bauelemente, elektromechanische und mechanische Bauelemente auch elektronische Bauelemente genannt. Damit werden Bauelemente klassifiziert, die für elektronische Geräte und Anlagen geeignet sind sowie industriell hergestellt, vertrieben und eingesetzt werden.

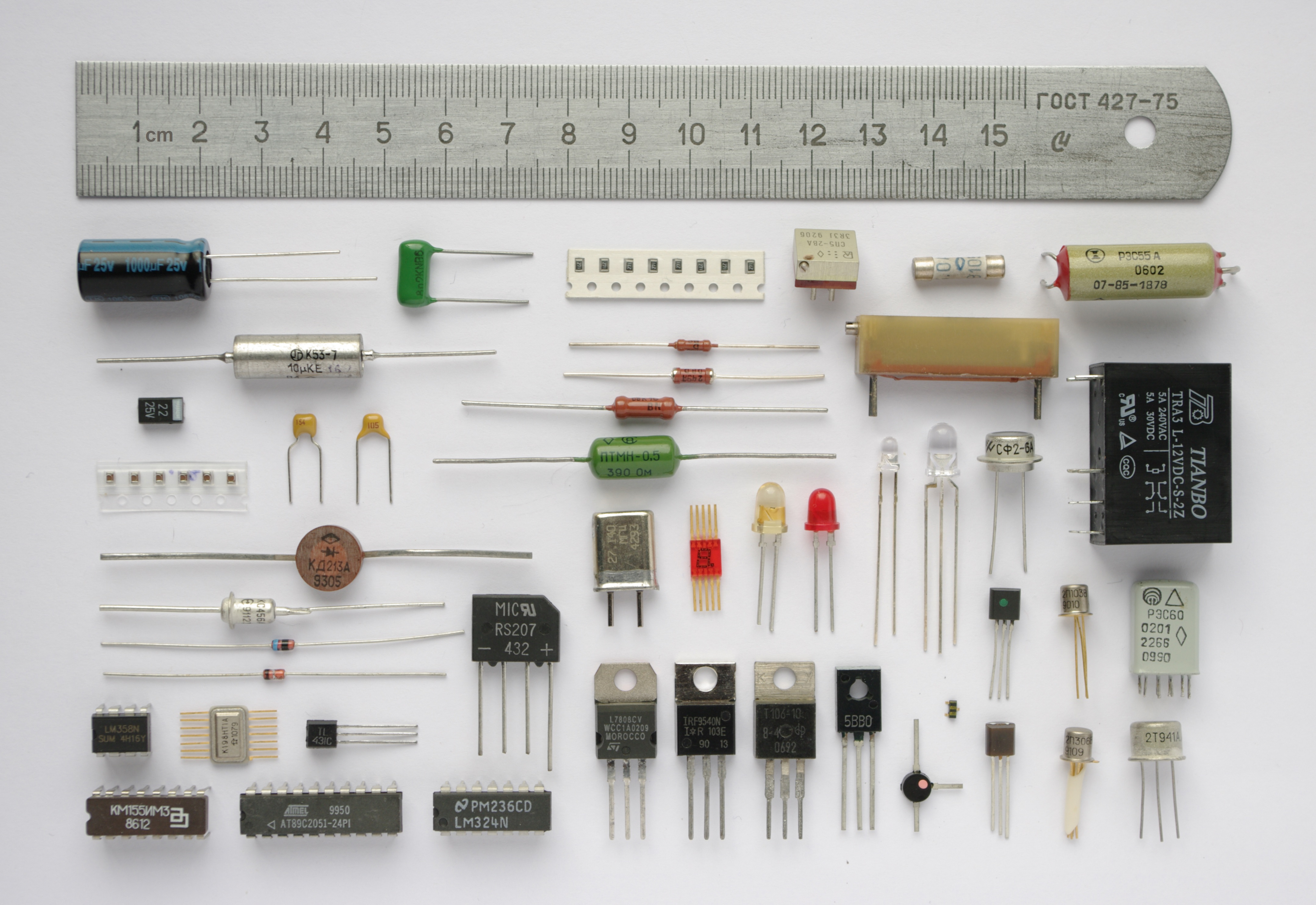
Verschiedene elektrische Bauelemente; Klick aufs Bild (und ggf. Weitere Einzelheiten) führt zur Bildbeschreibungsseite mit Details zu den einzelnen abgebildeten Bauelementen

## Einteilung
Elektrische Bauelemente lassen sich nach verschiedenen voneinander unabhängigen Gesichtspunkten unterteilen:

### Ideale und reale Bauelemente
Ideale Bauelemente sind fiktive Bauelemente mit idealisierten Eigenschaften. Sie sind die Grundlage zu jeder theoretischen und mathematischen Behandlung und zur Schaltungssimulation.
Reale Bauelemente sind physische Realisierungen von Bauelementen. Sie bilden mechanisch eine Einheit und können in elektrischer Hinsicht auch aus mehreren Bauelementen zusammengesetzt sein, also selbst eine Schaltung darstellen (beispielsweise integrierte Schaltung oder eine Funkenlöschkombination). Gegebenenfalls wird ein reales Bauelement durch das Modell eines Ersatzschaltbildes aus idealen elektrischen Bauelementen dargestellt.
Beispiel: Eine Spule ist kein ideales Bauelement, das einzig die Eigenschaft einer Induktivität hat, sondern es müssen auch der ohmsche Drahtwiderstand sowie Parasitärkapazitäten berücksichtigt werden.

### Aktive und passive Bauelemente
Aktive Bauelemente befähigen eine Schaltung dazu, ein elektrisches Signal in irgendeiner Form mit höherer Leistung abzugeben, als ihr von der Quelle des Signals bereitgestellt wird. Ferner erlauben aktive Bauelemente eine Steuerung (beispielsweise Thyristoren, Optokoppler, Relais). Dazu beziehen sie Hilfsenergie aus einer zusätzlichen Speisung oder erzeugen elektrische Energie selber (elektrische Energiequellen, beispielsweise Solarzellen, Thermoelemente). Dioden werden in der Regel den aktiven Bauelementen zugerechnet. Zwar lassen sie – ähnlich wie ein passives Gleichrichterglied – den Strom hauptsächlich nur in eine Richtung fließen, doch ihr p-n-Übergang kann gezielt angesteuert werden, sodass sie Signale schalten, formen und in speziellen Schaltungen sogar verstärken können. Damit sind sie mehr als bloße Verbraucher und unterscheiden sich deutlich von klassischen passiven Bauteilen.
Passive Bauelemente sind jene, die keine Verstärkerwirkung zeigen und keine Steuerungsfunktion besitzen, wie beispielsweise Widerstände, Kondensatoren, Induktivitäten, Resonatoren (und Memristoren). Sie können lineare oder nichtlineare elektrische Eigenschaften aufweisen.

### Lineare und nichtlineare Bauelemente
Lineare Bauelemente weisen unter spezifizierten Anwendungsbedingungen einen linearen Zusammenhang zwischen bestimmten elektrischen Größen (häufig elektrische Stromstärke und elektrische Spannung) auf; sie erzeugen somit keine Verzerrungen. Beim Betrieb mit Wechselgrößen wirkt sich das beispielsweise so aus, dass im Ausgangssignal keine weiteren Frequenzen vorkommen als im Eingangssignal. Sie genügen dem Superpositionsprinzip.
Nichtlineare Bauelemente können eine unerwünschte oder eine durchaus erwünschte Nichtlinearität aufweisen.
Beispiel: Eine Diode leitet nur in einer Richtung Strom, während sie sich bei entgegengesetzter Polarität der anliegenden Spannung nahezu wie ein Isolator verhält.
Beispiel: Die Nachbildung von Sinnesempfindungen erfordert oft Bauelemente für einen logarithmischen Zusammenhang.

### Diskrete und integrierte Bauelemente
Ein elektrisches Bauelement, welches nur aus einer einzigen Funktionseinheit besteht, wird als diskret bezeichnet. Demgegenüber sind in integrierten Schaltkreisen mehrere gleichartige oder unterschiedliche Funktionseinheiten zu einem komplexen Bauelement zusammengefasst.
Beispiele für diskrete Bauelemente sind:
- elektrische Widerstände
- elektrische Kondensatoren
- Transistoren
- Dioden

Sie finden sich auch als Bestandteile in integrierten Bauelementen.

### Analoge und digitale Bauelemente
Hierzu zählen die Bauelemente zur Behandlung
- eines Analogsignals, beispielsweise Operationsverstärker, Spannungsregler;
- eines Digitalsignals, beispielsweise Logikgatter, Datenspeicher;

sowie die Übergangselemente als
- Analog-Digital-Umsetzer und
- Digital-Analog-Umsetzer.

## Funktionsprinzipien
Elektrische Bauelemente nutzen durch elektrisches oder magnetisches Feld ausgelöste Effekte, ferner thermische oder photoelektrische Effekte, festkörperphysikalische Eigenschaften von Halbleitermaterialien und weitere Beeinflussbarkeiten sowie mechanische Bewegungen und Kräfte, um bestimmte gewünschte funktionale Zusammenhänge herzustellen; siehe auch Sensoren nach Messprinzip. Bauelemente dienen der Umformung von elektrischen Größen untereinander (beispielsweise Stromstärke in Spannung oder deren zeitliche Ableitung) sowie von nichtelektrischen in elektrische Größen (beispielsweise Licht, Schall, magnetische Flussdichte, Kraft, Temperatur; siehe auch Sensoren nach Messgröße) und umgekehrt. Beispiele sind Fotodioden, Leuchtdioden, Signalgeber, Aktoren und Sensoren wie mechanischer oder elektronischer Schalter, Thermistoren, Piezoelemente oder Dehnungsmessstreifen.
Die Zusammenschaltung von Bauelementen und elektrischen Leitungen ergibt eine elektrische Schaltung, oft montiert auf einer Leiterplatte oder als Baugruppe. Die Innenschaltung und Funktion solcher steckbarer oder einlötbarer Schaltungen wird oft nicht ausführlich dargestellt, sondern nur anhand ihrer Typenbezeichnung spezifiziert.

## Liste elektrischer Bauelemente
- siehe Liste elektrischer Bauelemente